# Juzgado Casero
Juzgado Casero fue un periódico que se publicó en Madrid en el segundo semestre de 1786. Llegó posiblemente a cinco números publicados, aunque se conservan solo tres. Estaba dedicado tanto a la crítica de costumbres como a la crítica teatral.

## Descripción
De este periódico se conserva un ejemplar en la Hemeroteca Municipal de Madrid. Es un volumen en 8.º que contiene tres de los posiblemente cinco números publicados, cada uno de los cuales va con el título de censura excepto el primero, que pudo ser una introducción o «número cero». La cantidad de cinco se deduce de las noticias contenidas en el contemporáneo Memorial Literario, que informa en octubre de 1786 de la existencia del número introductorio y de las tres primeras censuras, y más adelante de la cuarta. En el volumen conservado faltan las páginas 1-40, que serían las de ese número cero, y 73-104, correspondientes a la segunda censura.Sobre la fecha de publicación, es muy probable que todos los números salieran entre agosto y octubre de 1786; hay noticia cierta de su desaparición bastante más tarde, en una «esquela» que se publicó el 18 de abril de 1787 en el Correo de los Ciegos. Sobre la identidad del redactor o redactores no hay ninguna información precisa.
Dentro del género que, desde Guinard, se ha dado en llamar prensa moral o prensa de los espectadores, pertenece a un subgrupo de periódicos menores emparentados con El Censor de García del Cañuelo y Luis Marcelino Pereira, aunque más alejado que este de los prototipos ingleses del género. Por los temas que trata, se puede adscribir al numeroso grupo de los que en la segunda mitad del siglo xviii se ocupan de asuntos literarios, y al grupo también relevante de los que lo hacen de crítica de costumbres, pues no era infrecuente que esta clase de publicaciones abordara cuestiones de diversos ámbitos. Como otras muchas, presta especial atención al mundo de teatro, en el que pugnan por abrirse paso los primeros ensayos de dramaturgia de corte neoclásico entre los géneros que gozan del mayor éxito popular: las comedias de magia, las comedias de santos (hasta su prohibición en 1765) y las sentimentales.

## Estructura
La publicación sigue siempre un esquema fijo de tipo epistolar; los corresponsales son el madrileño Juan Claro y el compadre Curro, afincado en El Viso, una localidad manchega, donde existe una academia dedicada a la reprensión de vicios y malas costumbres. De cada una de las juntas que celebra la academia se elabora un acta, que genera el correspondiente número del periódico. Juan Claro proporciona la información de la corte, que los académicos proceden a censurar. Actúa, pues, como intermediario entre el Madrid viciado de la época y la incontaminada villa manchega. Él es también quien publica y presenta cada una de las censuras. Los miembros de la academia son figuras arquetípicas en las que se desdobla el autor y a las que se alude no por su nombre sino por su condición social o profesional: el médico, el bachiller, el cirujano, la viuda, etc. Sirven de fondo apropiado para el único personaje importante, el compadre Curro, cuyas opiniones reflejan las del verdadero responsable del periódico y que después participará en la larga serie de polémicas y escritos satíricos que generó aquel. En el compadre Curro se condensan algunos de los rasgos que caracterizan a los redactores de prensa ilustrada en su función de educadores públicos: espíritu analítico, patriotismo, veracidad, independencia crítica y equidad.